# Komprachcice

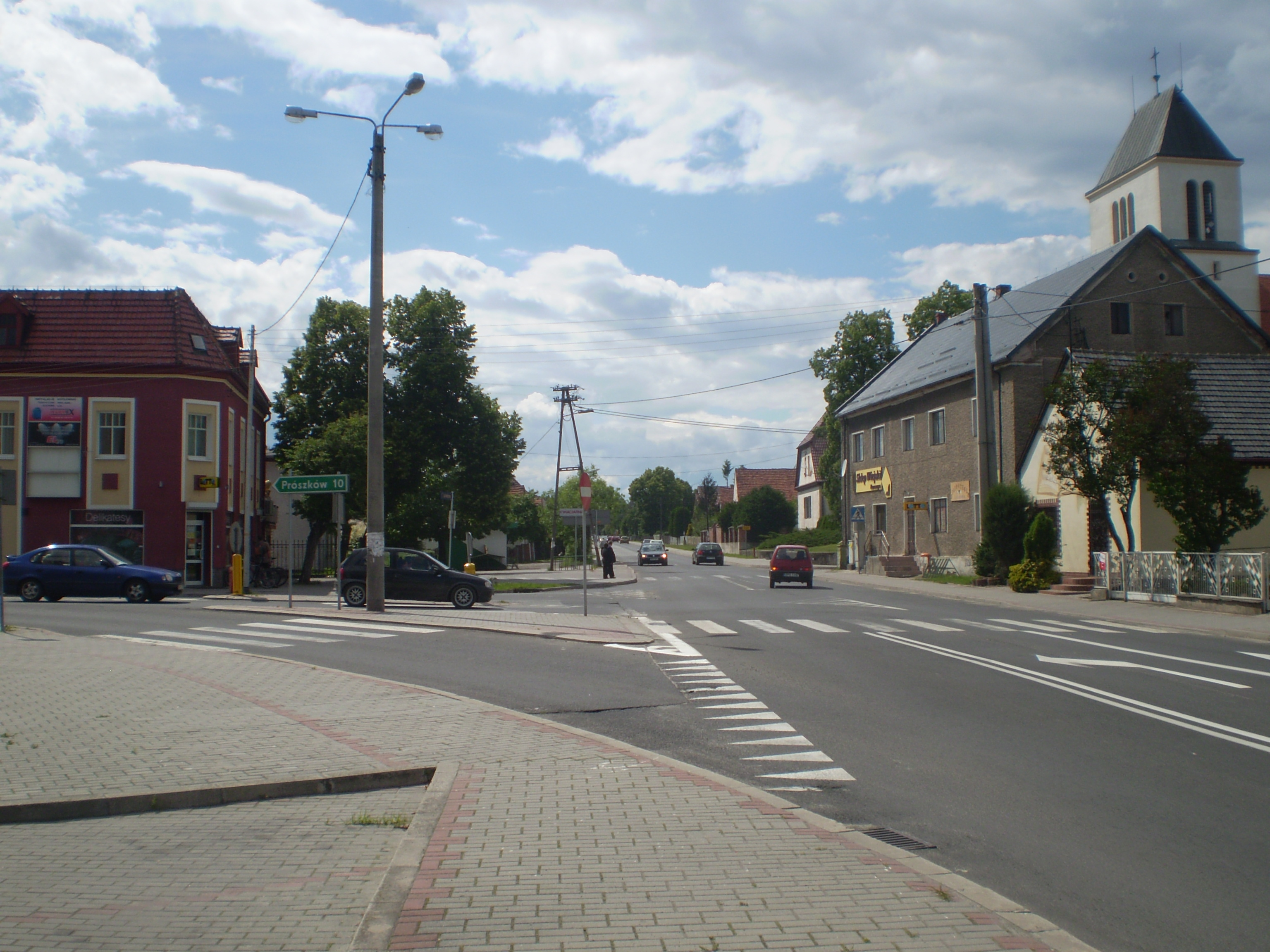
Współczesne centrum Komprachcic.

Komprachcice (dodatkowa nazwa w j. niem. Comprachtschütz, łac. Villa Gumperti; śl. Kůmprachćicy) – wieś w Polsce położona w województwie opolskim, w powiecie opolskim. Jest siedzibą gminy Komprachcice.
Kościół parafialny z lat 30. XX wieku, wcześniejszy drewniany przeniesiony do sąsiedniej miejscowości Ochodze, zabytkowe nagrobki na cmentarzu przykościelnym i parafialnym.
Dojazd autobusami miejskimi linii nr 8 z Opola oraz pociągiem kursującym na trasie Opole-Nysa.

## Nazwa
Według legendy nazwa miejscowości, o której pierwsze zapiski pojawiają się ok. roku 1300, pochodzi od imienia rycerza Gumpreti (Komprachta), który mógł być założycielem wsi (być może do założenia doszło już w 1293). Informacja o Villa Gumperti znajduje się w dokumencie kolegiaty niemodlińskiej z 1302. Z kolei Liber fundationis episcopatus Vratislaviensis z roku 1295 lub 1305 podaje nazwę Gupertovitz. Także później nazwa ewoluowała – Gomprachtitz, Gumprechticze, Comprachtitz (od roku 1534), Comprachtschütz, czasem również Komprachtschütz (od 1736). Jeszcze na niemieckich pieczęciach gminnych z II połowy XIX wieku pojawia się nazwa Comprachczütz. Nazwę Comprachtschütz przyjęto oficjalnie w 1913.
W 1936 władze hitlerowskie zmieniły dotychczasową nazwę wsi z Comprachtschütz na Gumpertsdorf, nawiązującą do średniowiecznych nazw (z okresu XIV i XV wieku) Gumprechtsdorf i Gumprechtsdorff.

Poprostu Komprachcice 

## Historia
Dzieje Komprachcic dzieliły losy Górnego Śląska. Zawsze były to wioski podmiejskie Opola, ale w przeciwieństwie do innych tego typu miejscowości nie zostały wchłonięte przez dzisiejszą stolicę województwa.
Pierwszy kościół istniał w Komprachcicach już w XIV wieku – wzmianki o nim istnieją w dokumentach konwentu w Czarnowąsach. Służbę pełnili wówczas księża z kolegiaty św. Krzyża w Opolu. W XVI wieku we wsi istniało 15 gospodarstw, a ona sama należała do dóbr prószkowskich. W 1680 ustanowiono samodzielną parafię. Dotychczasowy drewniany kościół był w coraz gorszym stanie, dlatego w 1702 wzniesiono nowy – również drewniany – pod wezwaniem św. Marcina.

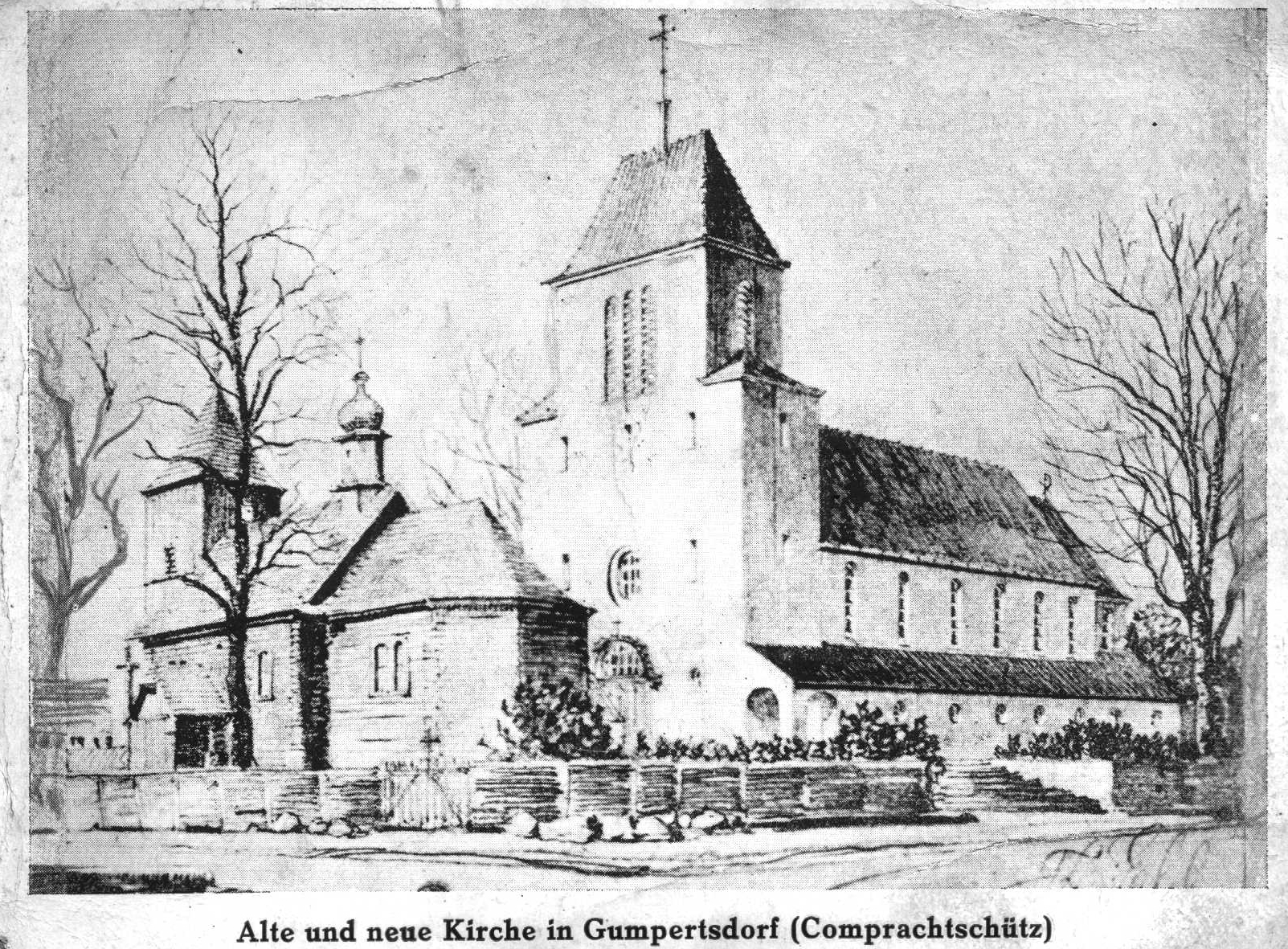
Stary i nowy kościół na pocztówce z lat 30. XX wieku

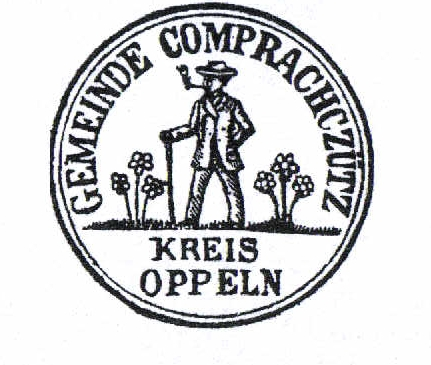
Pieczęć gminna z II poł. XIX wieku

W 1784 Komprachcice liczyły 6 gospodarzy, 13 zagrodników, 14 chałupników i 162 mieszkańców, istniał tutaj folwark (wieś nadal należała do Prószkowskich). W XIX wieku, kiedy Opole stało się stolicą rejencji, nastąpił rozwój gospodarczy i demograficzny okolicznych wsi, raz tylko przerwany w 1848 podczas epidemii tyfusu. Powstawały młyny i tartaki, we wsi działały dwie karczmy, od 1887 ruszyły przez Komprachcice pierwsze pociągi z Opola do Nysy.
Słownik geograficzny Królestwa Polskiego i innych krajów słowiańskich tak opisywał Komprachcice: 64 bud.[ynków], 64 dm [domy], 652 mk [mieszkańców] (...), gleba rozmaita, lasy przerzedzone, niegdyś bardzo rozległe. Parafia w 1869 miała 1852 katolików, 16 ewangelików oraz 3 żydów.
Na przełomie XIX i XX wieku liczba ludności przekroczyła 1000 osób, a w 1910 w miejscowości zorganizowano ochotniczą straż pożarną. Podczas plebiscytu górnośląskiego w Komprachcicach oddano 619 głosów za Niemcami i 225 za Polską. Wieś pozostała w granicach Rzeszy Niemieckiej.
W okresie międzywojennym wybudowano nową asfaltową drogę, do dzisiaj główną arterię komunikacyjną miejscowości. W związku z budową Jezior Turawskich do Komprachcic przesiedlono mieszkańców zalewanych terenów, co zwiększyło liczbę mieszkańców ponad dwukrotnie. Z tego też powodu konieczna stała się budowa nowego kościoła parafialnego – murowanego pod wezwaniem św. Franciszka z Asyżu. Kościół konsekrowano w 1936, a stary drewniany w 1941 przeniesiono do Ochódz, gdzie utworzono nową parafię.
Zima 1928/1929 została zapamiętana jako jedna z najmroźniejszych w historii – słupek rtęci spadł do ponad -38 stopni Celsjusza. Wiele osób zamarzło lub miało liczne odmrożenia.
Podczas dwudziestolecia międzywojennego działała fabryka cygar Ottona Detera (obecnie w jej budynku znajduje się sklep samoobsługowy). Wieś stała się sławna w dziedzinie sportu – tutejsza drużyna palantowa zdobyła tytuł wicemistrza Niemiec. W latach 1936 – 1938 wybudowano także boisko sportowe.
Według spisów ludności w 1933 w Komprachcicach mieszkało 1865, a w 1939 – 2175 mieszkańców.
7 lutego 1945 r. niemieccy żandarmi zamordowali na miejscowym cmentarzu 11 polskich robotników przymusowych (7 mężczyzn i 4 kobiety), których podejrzewano o gromadzenie żywności. Ofiary pochowano na miejscowym cmentarzu. W 1945 r. przez miejscowość przetoczył się front – wkroczyła Armia Czerwona. Dla wielu osób, szczególnie kobiet, oznaczało to wielkie cierpienia, często śmierć. W wyniku ustaleń koalicji antyhitlerowskiej Komprachcice, wraz z całym Górnym Śląskiem, zostały włączone do Polski. W 1946 liczba mieszkańców wynosiła 1737 osób. Rok później odnotowano, że działalność gospodarczą prowadziło 10 osób – sklepy, rzeźnie, restauracje, kuźnię. W 1960 Komprachcice były liczniejsze niż przed II wojną światową – mieszkało w nich 2442 osób, w tym 80% zajmowało się działalnością nierolniczą.
W latach 1954–1972 wieś należała i była siedzibą władz gromady Komprachcice.
Mimo iż wielu autochtonów zostało po wojnie wysiedlonych lub dobrowolnie wyjechało do Niemiec, do dziś mieszkają tutaj ludzie czujący przynależność do trzech grup narodowościowych – według ostatniego spisu powszechnego w miejscowości żyją Polacy, Niemcy (31,3%) oraz Ślązacy – (7,5%) (dane dla całej gminy).
W maju 2010 w Komprachcice stanęły polsko-niemieckie tablice drogowe, ale niemiecka nazwa miejscowości została tam napisana błędnie Comprachtschutz zamiast Comprachtschütz (bez "umlautu"). Po kilku dniach błąd usunięto.

## Zabytki
Do wojewódzkiego rejestru zabytków wpisana jest:
- mogiła zbiorowa ofiar II wojny światowej, na cmentarzu katolickim, ul. Cmentarna.

## Wojsko w Komprachcicach
Jednostka wojskowa w miejscowości istniała już w okresie międzywojennym. Dzisiaj dawne niemieckie koszary zajmuje 91 batalion logistyczny 10 Opolskiej Brygady Logistycznej, realizująca m.in. zadania wsparcia wojsk operacyjnych wchodzących w skład Polskich Kontyngentów Wojskowych (PKW), działających poza granicami kraju.
Do jednostki prowadzi tor kolejowy, który łączy się obok stacji kolejowej z linią kolejową nr 287.

## Imprezy kulturalne
Komprachcice są gospodarzem kilku corocznych imprez kulturalnych o charakterze regionalnym i ponadregionalnym, spośród których wymienić można takie wydarzenia jak:
- Przegląd Piosenki Religijnej "Dobrze jest śpiewać naszemu Panu" (od 1999 roku)
- Wystawa Twórczości Ludowej i Amatorskiej FOLK ART (od 1995 roku)